# Circoscrizione di Florida
Florida è una circoscrizione (in spagnolo: barrio) dell'isola comunale di Vieques, in Porto Rico. Confina a est con Isabel Segunda, a sud-est con  Puerto Ferro, a sud con Puerto Real, a sud-ovest con Llave e a ovest con Mosquito. È bagnata a nord dalle acque dello stretto di Vieques. Nel 2000 aveva una popolazione di 4 126 abitanti.